# Анроде
Анроде (њем. Anrode) општина је у њемачкој савезној држави Тирингија. Једно је од 47 општинских средишта округа Унструт-Хајних. Према процјени из 2010. у општини је живјело 3.384 становника. Посједује регионалну шифру (AGS) 16064073.

## Географија
Анроде се налази у савезној држави Тирингија у округу Унструт-Хајних. Општина се налази на надморској висини од 372 метра. Површина општине износи 52,4 km². У самом мјесту је, према процјени из 2010. године, живјело 3.384 становника. Просјечна густина становништва износи 65 становника/km².